# دانشگاه خارجیان پروجا
دانشگاه خارجیان پروجا (به ایتالیایی: Università per stranieri di Perugia) یک دانشگاه در ایتالیا است که در پروجا واقع شده‌است.